# Tafefobia
Tafefobia – lęk przed pogrzebaniem żywcem. Obawy te były szczególnie silne na przełomie XVII i XVIII oraz w pierwszej połowie XIX w.
Strach przed pogrzebaniem za życia potęgowały mrożące krew w żyłach doniesienia o ekshumacjach i przypadkach przedwczesnych pogrzebów, a także popularna w ówczesnym czasie literatura grozy. Osoby cierpiące na tafefobię pozostawiały w testamentach dyspozycję o tym, jak należy postępować z ich ciałem po śmierci, aby mieć zupełną pewność, że nie żyją.

## Historia

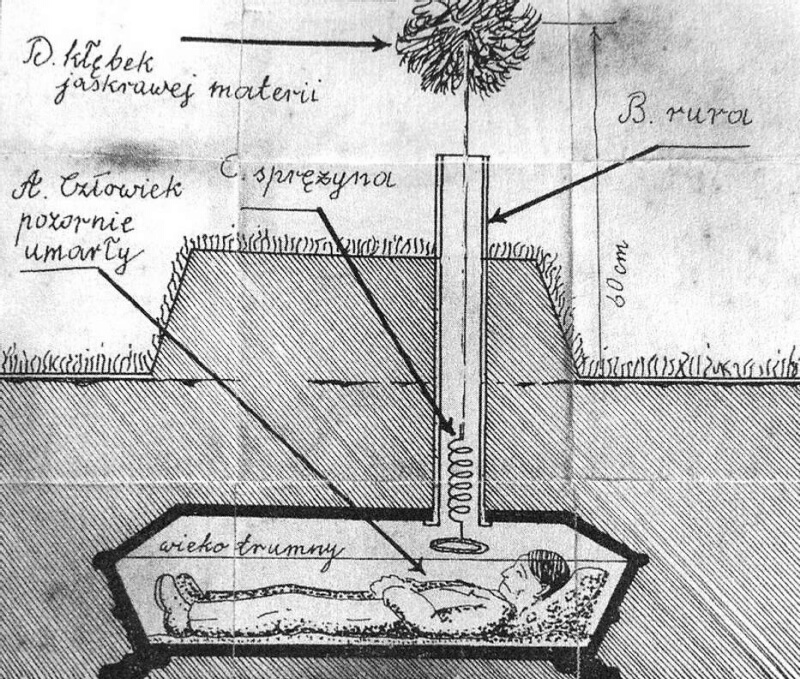
Projekt trumny ratunkowej Wojciecha Kwiatkowskiego

Tafefobia u wielu ludzi pojawiała się ze względu na brak całkowitego zaufania do służb medycznych. Osoby te uważały, że lekarzom zdarza się wystawiać błędne diagnozy odnośnie do zgonów ze względu na nieprzewidywalność natury ludzkiej oraz fakt, że medycyna bywa skomplikowana. Mylono śmierć ze stanem śpiączki, letargiem, katatonią lub omdleniem. Nie dziwi zatem rozpowszechniony dawniej w naszej strefie klimatycznej zwyczaj dwu lub trzydniowego czuwania przy zmarłym, jako jeden ze sposobów upewnienia się, czy człowiek nadal żyje. Do przypadków pogrzebania żywcem dochodziło najczęściej podczas epidemii, wojen i masowych egzekucji, kiedy to zmarłych chowano w pośpiechu, nie czekając na potwierdzenie zgonu. W epoce Oświecenia zaczęto kwestionować chrześcijańskie dogmaty i traktować śmierć jako ostateczny koniec ludzkiego żywota, co doprowadziło do narastania wśród ludzi lęku przed pogrzebaniem żywcem.

## Dawne praktyki
Do powszechnych praktyk należało czuwanie przy zmarłym i obserwowanie, czy wykazuje on oznaki życia. Stosowano szereg zabiegów w celu upewnienia się, czy dana osoba na pewno nie żyje, między innymi polewanie wrzątkiem lub wbijanie noża w serce. Miały one dawać stuprocentową gwarancję, że zmarły nie obudzi się w trumnie. Dla tafefobów wybudowano przysionki śmierci, na przykład przysionek śmierci w Poznaniu.

## Sytuacja w Polsce
W Polsce zwłoki osób zmarłych nie mogą być pochowane przed upływem 24 godzin od chwili zgonu, z wyjątkiem zmarłych na choroby zakaźne, które powinny być pochowane na najbliższym cmentarzu w ciągu 24 godzin od chwili zgonu.

## Znani ludzie cierpiący na tafefobię
Na tafefobię cierpieli: Alfred Nobel, Fiodor Dostojewski, Artur Schopenhauer, George Washington, Hans Christian Andersen oraz Fryderyk Chopin, który prosił bliskich o dopilnowanie jego faktycznego zgonu.